# Paclín
Paclín is een departement in de Argentijnse provincie Catamarca. Het departement (Spaans:  departamento) heeft een oppervlakte van 985 km² en telt 4.290 inwoners.

## Plaatsen in departement Paclín
| - Amadores - Atravesada - Balcozna - Balcozna Afuera - El Bastidor - El Cebil - El Pero - El Pintado - El Rosario - El Tajamar - Huacra | - La Bajada - La Falda - La Higuera - La Merced - La Pastora - La Posta - La Viña - Las Huertas - Las Lajas - Monte Potrero - Paclín | - Palo Labrado - Puesto de Acevedo - Puesto La Viuda - Puesto Sin Nombre - San Antonio (Paclín) - Sumampa - Talaguada - Tierra Verde - Villa Collantes - Villa de Balcozna - Villa Los Corderos |